# وازل
وازل (به لاتین: Vazel) روستایی در بلغارستان است که در استان کرجالی واقع شده است.

## خصوصیات
وازل ۰٫۶۶۱ کیلومترمربع مساحت و ۸۸ نفر جمعیت دارد.